# Вьельсальм
Вьельса́льм (нидерл. Vielsalm, валлон. Li Viye Såm) — коммуна в Валлонии, расположенная в провинции Люксембург, округ Бастонь. Принадлежит Французскому языковому сообществу Бельгии. На площади 39,76 км² проживают 7325 человек (плотность населения — 52 чел./км²), из которых 49,16 % — мужчины и 50,84 % — женщины. Средний годовой доход на душу населения в 2003 году составлял 10 518 евро.
Почтовый код: 6690, 6692, 6698. Телефонный код: 080.